# Saulges
Saulges település Franciaországban, Mayenne megyében. Lakosainak száma 328 fő (2022. január 1.). Saulges Bannes, La Bazouge-de-Chemeré, Chémeré-le-Roi, Cossé-en-Champagne, Saint-Pierre-sur-Erve, Thorigné-en-Charnie, Vaiges és Val-du-Maine községekkel határos.

## Népesség
A település népessége az elmúlt években az alábbi módon változott:
| Lakosok száma | 487  | 348  | 333  | 341  | 302  | 312  | 318  | 318  | 316  | 328  |
|               | 1968 | 1982 | 1990 | 2006 | 2013 | 2015 | 2017 | 2019 | 2020 | 2022 |